# Kristina Walker
Pour les articles homonymes, voir Walker.
Kristina Walker, née le 9 mai 1996 à New Westminster, est une rameuse canadienne.

## Carrière
Walker débute l'aviron lors de son entrée à l'université de la Colombie-Britannique en 2014.
Elle fait partie de l'équipage de huit féminin qui remporte la médaille d'argent lors des Jeux olympiques d'été de 2024, près de quatre minutes derrière les Roumaines championnes olympiques.